# Perma (Einheit)
Perma war ein russisches Gewicht für Heu.
- 1 Perma = 240 Pud = 900 Pfund (russ.) = 3926,400 Grammes